# 2008年北京オリンピックのアルメニア選手団
2008年北京オリンピックのアルメニア選手団（2008ねんペキンオリンピックのアルメニアせんしゅだん）は、2008年8月8日から8月24日にかけて中国の北京を主として開催された2008年北京オリンピックのアルメニア選手団、およびその競技結果。

## 概要
今大会は銀メダル1個、銅メダル3個、合計5個のメダルを獲得した。

## メダル
| メダル | 選手名                     | 競技                 | 種目                              |
| ------ | -------------------------- | -------------------- | --------------------------------- |
| 銀     | チグラン・マルチロスリャン | ウエイトリフティング | 男子85kg級                        |
| 銅     | フラチク・ヤワキャン       | ボクシング           | 男子ライト級                      |
| 銅     | ロマン・アモヤン           | レスリング           | 男子グレコローマンスタイル55kg級  |
| 銅     | ユーリ・パトリケフ         | レスリング           | 男子グレコローマンスタイル120kg級 |
| 銅     | ゲボルク・ダフチャン       | ウエイトリフティング | 男子77kg級                        |

## 陸上競技
- メリック・ジャノヤン（Melik Janoyan）、男子やり投げ37位
- アニ・ハキチャン（Ani Khachikyan）、女子100m1回戦敗退

## ボクシング
- ホヴァネス・ダニエルヤン（Hovhannes Danielyan）、ライトフライ級2回戦敗退
- フラチク・ヤワキャン（Hrachik Javakhyan）、ライト級銅メダル
- エデュアルド・ハンバルドズミヤン（Eduard Hambardzumyan）、ライトウェルター級1回戦敗退
- アンドラニク・ハコビヤン（Andranik Hakobyan）、ミドル級2回戦敗退

## 柔道
- ホヴァネス・ダフチャン（Hovhannes Davtyan）、男子60kg級準々決勝敗退
- アルメン・ナザリャン（Armen Nazaryan）、男子66kg級1回戦敗退

## ウエイトリフティング
- ゲボルク・ダフチャン - 77kg級銅メダル
- チグラン・マルチロスリャン - 85kg級銀メダル

## レスリング
- ロマン・アモヤン - グレコローマンスタイル55kg級銅メダル
- ユーリ・パトリケフ - グレコローマンスタイル120kg級銅メダル